# Богослов (Костромская область)
Богослов — село в Антроповском муниципальном районе Костромской области. Входит в состав Палкинского сельского поселения

## География
Находится в центральной части Костромской области на расстоянии приблизительно 27 км на юг-юго-запад по прямой от поселка Антропово, административного центра района.

## История
В XVI веке село было дворцовым. Царь Федор Иванович в 1586 году это село отдал в вотчину костромскому Ипатьевскому монастырю. Название связано с церковью апостола Иоанна Богослова. В 1870 году здесь уже были две каменных церкви (до них были деревянные). В XIX — начале XX века село относилось к Галичскому уезду Костромской губернии. В 1872 году здесь было учтено 8 дворов, в 1907 году —5.

## Достопримечательности
Церковь Иоанна Богослова (1819 года постройки).

## Население
Постоянное население составляло 70 человек (1872 год), 84 (1897), 36 (1907), 91 в 2002 году (русские 90 %), 38 в 2022.